# عملیات‌های تلافی‌جویانه
عملیات‌های تلافی‌جویانه (انگلیسی: Reprisal operations) یا عملیات‌های انتقام‌جویانه حملاتی بودند که توسط نیروهای دفاعی اسرائیل در دهه‌های ۱۹۵۰ و ۱۹۶۰ در پاسخ به حملات مکرر فدائیان فلسطین انجام شد که طی آن شبه‌نظامیان مسلح عرب از سوریه، مصر و اردن به اسرائیل نفوذ می‌کردند تا به غیرنظامیان و سربازان اسرائیلی حمله کنند. بیشتر عملیات‌های تلافی‌جویانه پس از حملاتی انجام شد که منجر به تلفات اسرائیلی‌ها گردید. 
هدف این عملیات - از دیدگاه مقامات اسرائیلی - ایجاد بازدارندگی و جلوگیری از حملات آینده بود. دو عامل دیگر در پشت این حملات، بازگرداندن روحیه عمومی و آموزش واحدهای تازه تشکیل شده ارتش اسرائیل بود. تعدادی از این عملیات‌ها شامل حمله به روستاها و غیرنظامیان فلسطینی در کرانه باختری، از جمله کشتار قبیه در سال ۱۹۵۳ بود.